# トケンラン
トケンラン（杜鵑蘭、学名：Cremastra unguiculata）は、ラン科サイハイラン属の地生の多年草。

## 特徴
地下にある根茎は球状で緑色、細長い地下茎でつながる。葉は根茎から2個がでて、長楕円形で長さ10-12cm、幅3-5cm、先端は鋭頭で基部は次第に狭まり細い葉柄がある。表面には縦ひだがあり、しばしば紫色の斑点がある。葉は冬緑性で夏には枯れて休眠する。
花期は5-6月。球茎の側方から高さ30-40cmになる花茎をだし、下部には鞘状葉をまばらにつけ、上部から中部にかけて6-12個の花を総状花序にまばらにつける。苞は披針形で長さは4-6mmになる。花は横向きにつき、半開し花の径は約3cm、萼片は線状倒披針形で長さ1.8-2cm、側花弁は線形で、ともに先端は鋭頭になり、黄褐色で紫色の斑点がある。この斑点のない個体もある。唇弁は、基部は蕊柱の下部に平行して細長く、先端の3分の1のところで急に直角に曲がり、その先端は広がり3裂する。中裂片は白色で広い倒卵形、先端は円頭で縁は波状になる。側裂片は白色で紫色の斑点があり、披針形で小さい。蕊柱は細長く長さ14mmになり、先端の葯は円形になる。

## 分布と生育環境
日本では、北海道、本州、四国、九州に分布し、亜寒帯から冷温帯の落葉樹林下に生育する。国外では、朝鮮半島（済州島）、中国大陸南東部に分布する。

## 名前の由来
トケンランは「杜鵑蘭」の意で、花につく紫色の斑点を鳥類のホトトギス（杜鵑）の胸から腹部にある斑紋にたとえたもの。
種小名 unguiculata は、「爪状の」「根元でくびれた」の意味。

## 保全状況評価
- 絶滅危惧II類 (VU)（環境省レッドリスト）

2000年レッドデータブックでは絶滅危惧IB類(EN)。2007年レッドリストから絶滅危惧II類(VU)。

## ギャラリー

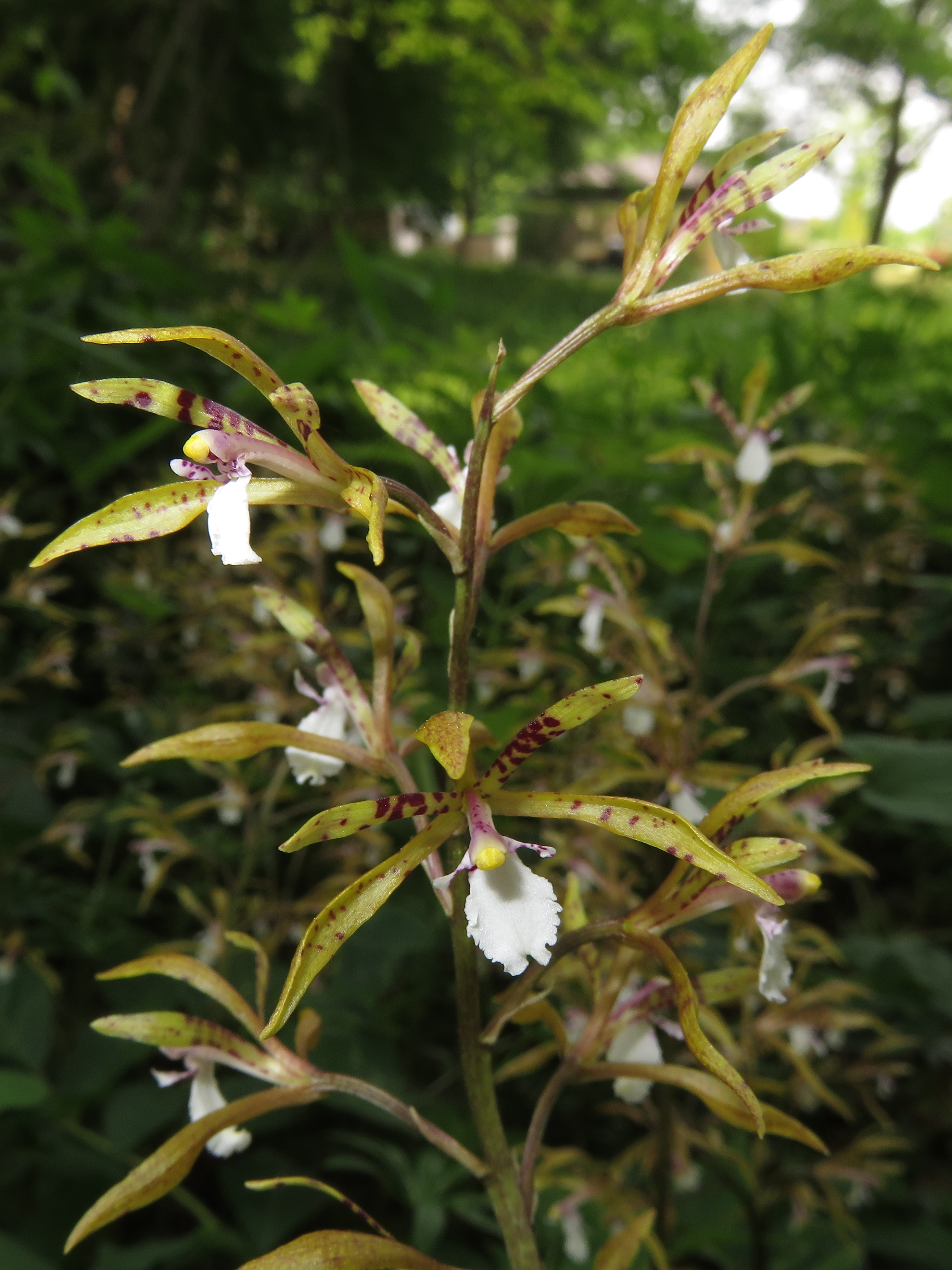
花は横向きにつき、紫色の斑点がある。
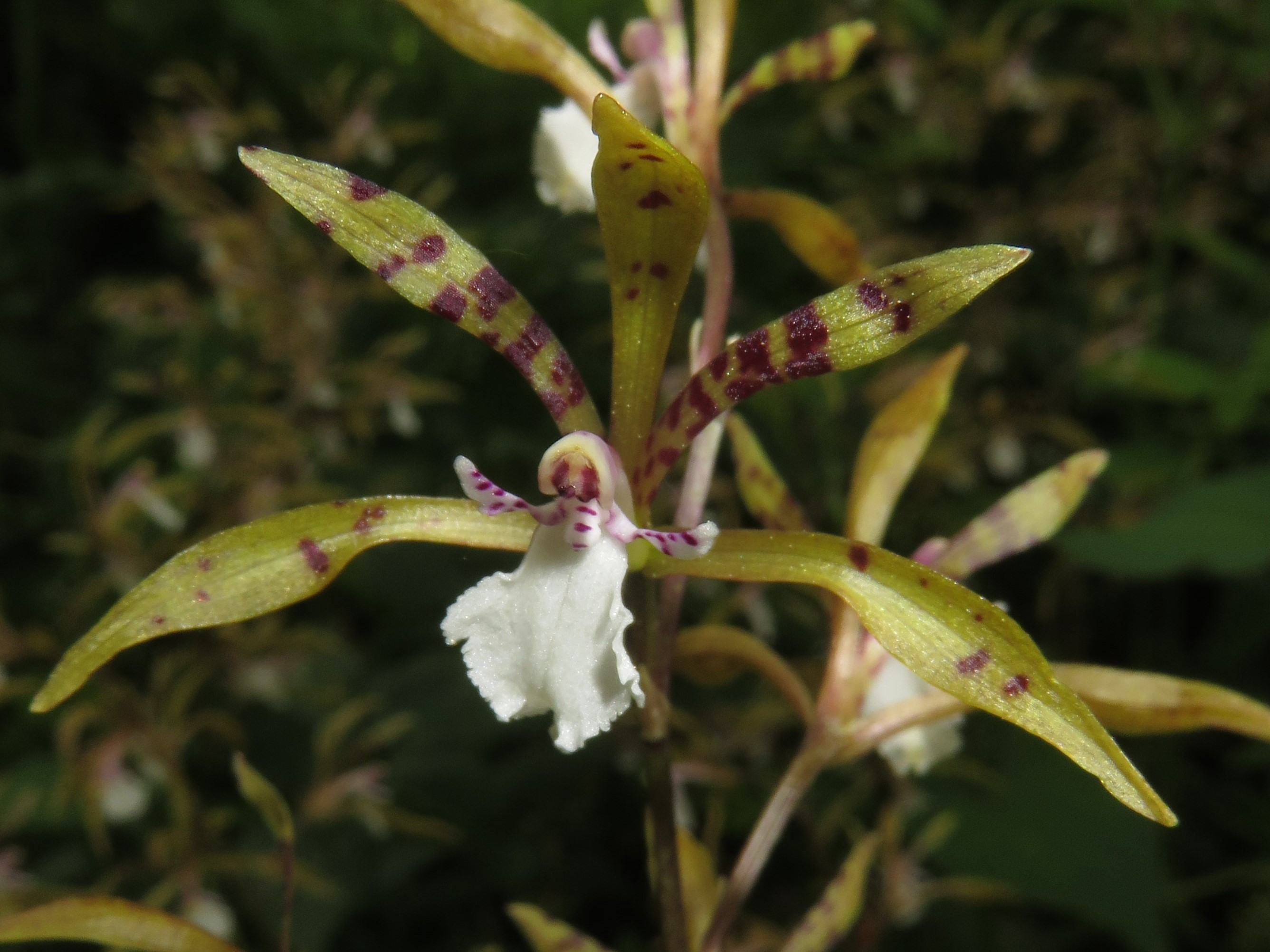
萼片と側花弁に紫色の斑点がある。唇弁の側裂片は小さく、白色で紫色の斑点がある。
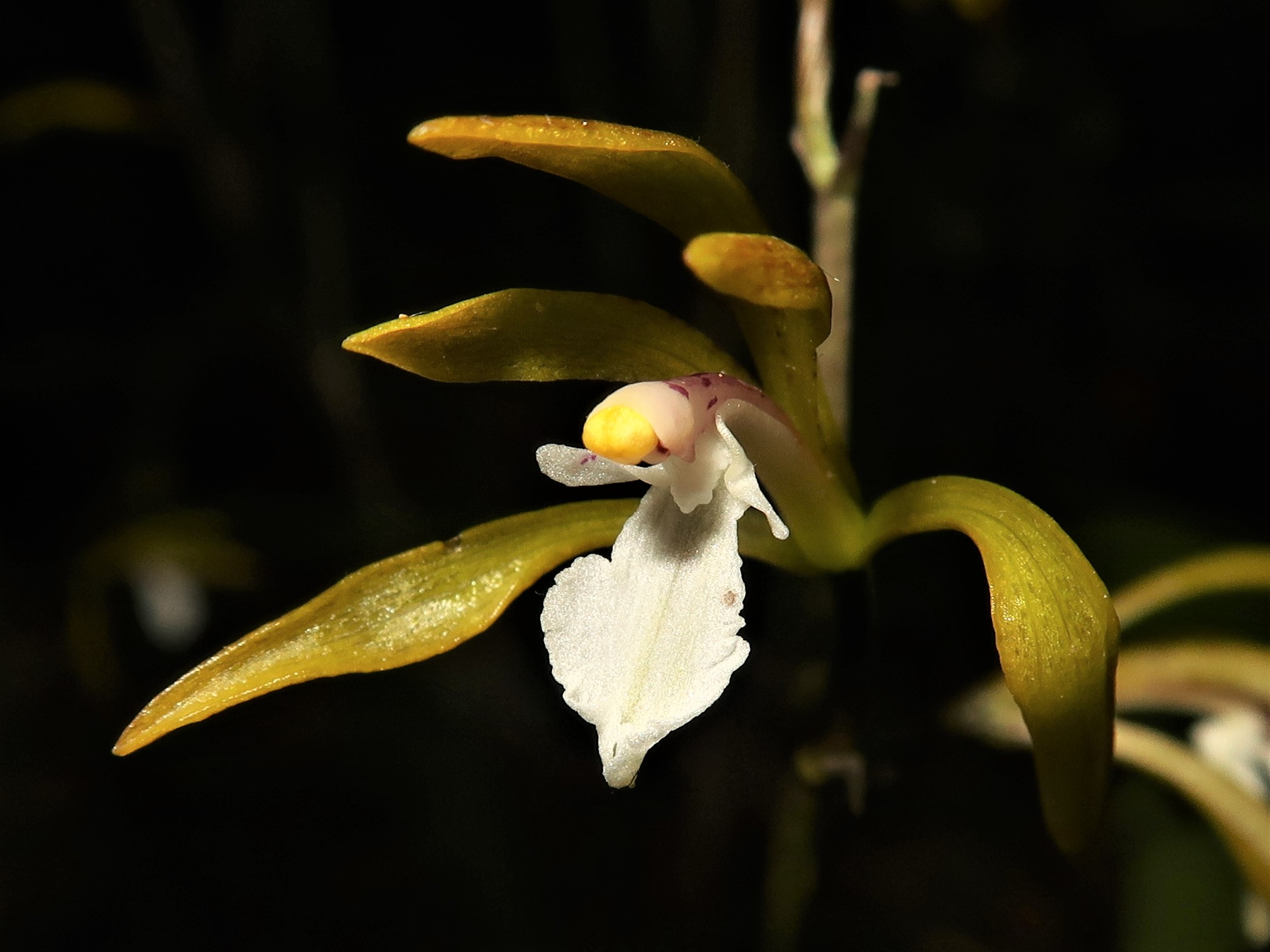
花に紫色の斑点がない個体。
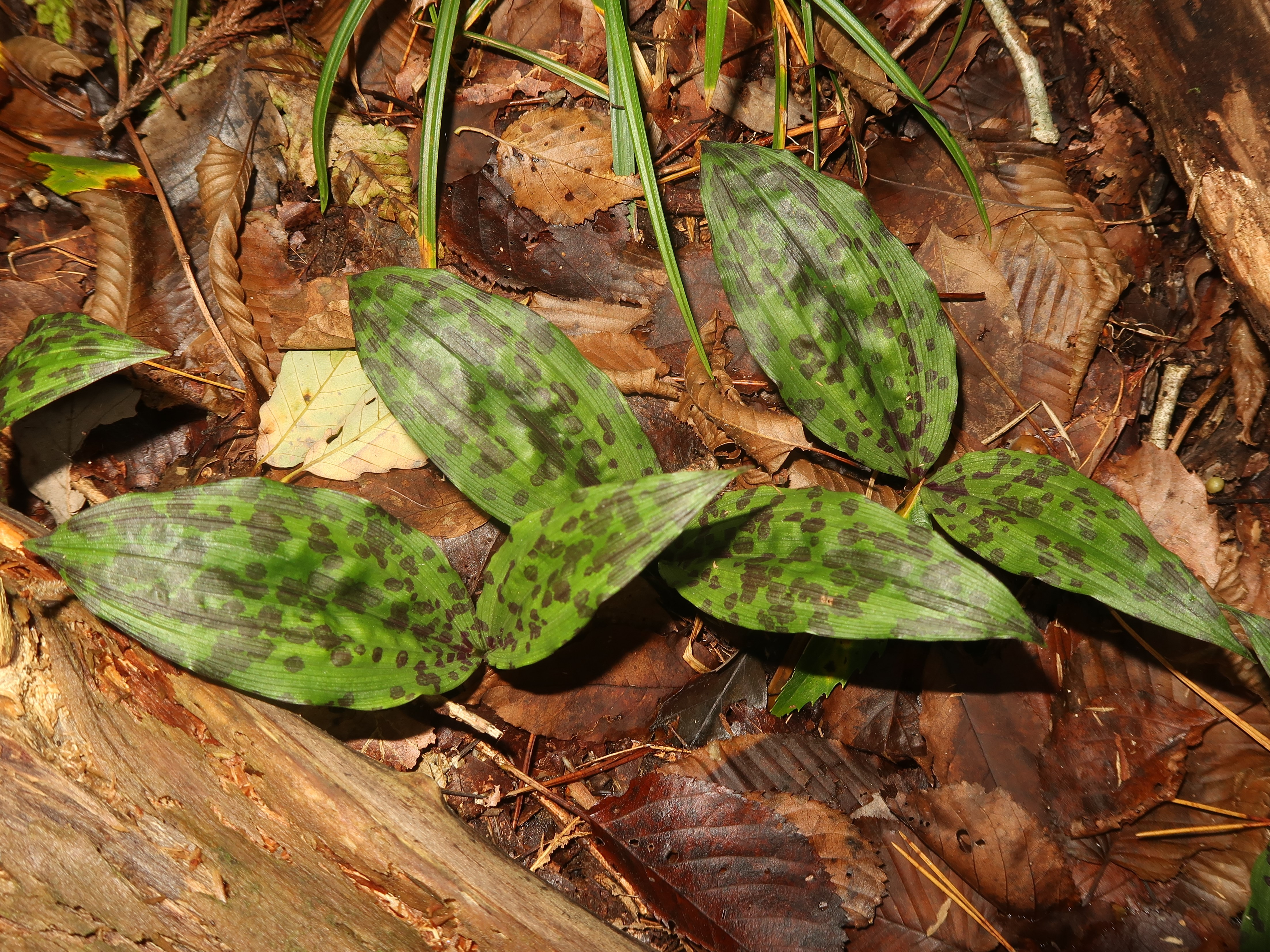
晩秋の新しい葉。表面に紫色の斑点がある。
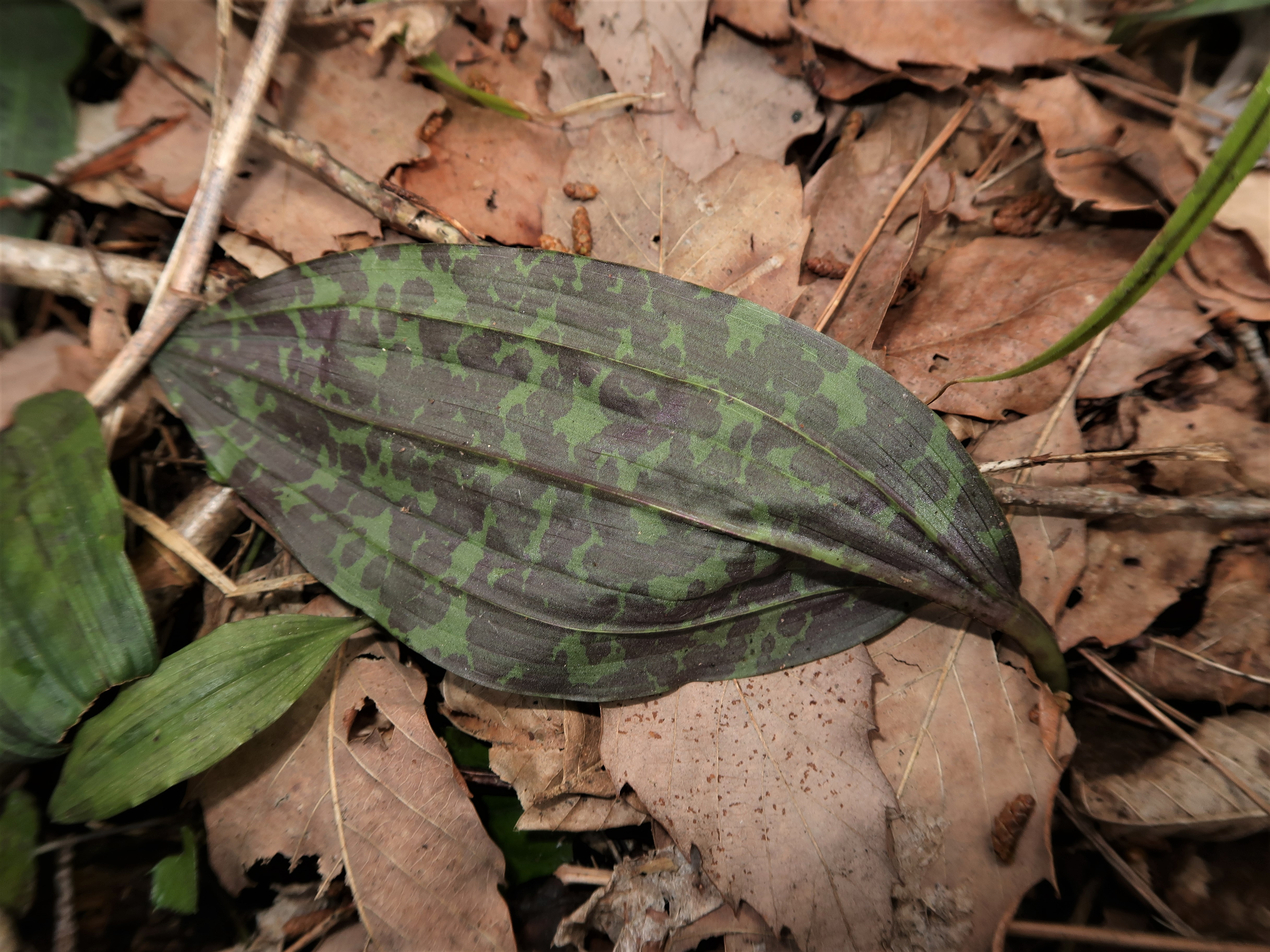
越冬した春の葉の裏面。濃紫色の斑点がある。